# Alto da Lapa
O Alto da Lapa é um bairro nobre do distrito da Lapa, na cidade de São Paulo, capital do estado do mesmo nome no Brasil. Foi construído na década de 1920 pela Companhia City. Se situa a sudoeste do bairro da Lapa. É caracterizado pelo verde, devido a grande concentração de árvores e praças. 

## História
Antes da chegada dos colonizadores europeus, a região era habitada por povos indígenas. Com a colonização, a área começou a ser explorada por bandeirantes e introduzida à economia colonial, embora permanecesse predominantemente rural por muitos anos. No século XIX, a construção de chácaras e fazendas, juntamente com a expansão das ferrovias, como a Estrada de Ferro São Paulo Railway, conectou a região ao crescente centro urbano de São Paulo.
Concebido como "bairro-jardim" o projeto dos anos 1920 apresentava diversas características: áreas verdes com grande valorização nas ruas largas e arborizadas, seguindo a tendência de urbanismo que buscava integrar a natureza ao ambiente urbano. A valorização dos bairros da City aumentou ainda mais com a cessão de terreno para a construção da Associação Cristã de Moços, que oferecia ampla infraestrutura para a prática de esportes e lazer.
O bairro teve sua concepção urbanística criada pelo arquiteto e urbanista inglês Barry Parker, com jardins internos, traçado sinuoso de ruas, muitas praças e intensa arborização. O desenvolvimento urbano significativo começou em 1921, quando a Cia City decidiu expandir sua atuação até a região da Lapa. No ano de 1921, iniciou-se a construção dos bairros de Bela Aliança e Alto da Lapa, que possuía cerca de 1 342 930 metros quadrados de terreno. O bairro foi finalizado em 1929. Foi desenvolvido para a população operária, porém acabou por atrair imigrantes bem-sucedidos financeiramente, devido às características diferenciadas dos bairros planejados pela Cia City.A reunião dos bairros de Alto da Lapa e Bela Aliança é conhecida como "City Lapa". A venda dos terrenos prolongou-se até 1945.
Devido às diversas restrições de uso do solo criadas pela empresa loteadora, o bairro apresenta características de "bairro-jardim", modelo que, na época, era tido como inovador. As regras do zoneamento da cidade fazem com que o mesmo mantenha suas características originais. Criada em 1992, a Associação de Amigos e Moradores do Alto da Lapa e Bela Aliança luta pela preservação do traçado original da região e pela sua manutenção como bairro residencial. No final de 2001, conseguiu que o Supremo Tribunal Federal brasileiro vetasse a construção de um prédio no bairro.
No ano de 2010, as residências do bairro foram tombadas pelo Instituto do Patrimônio Histórico e Artístico Nacional e pelo Conselho de Defesa do Patrimônio Histórico devido a seus valores arquitetônicos, históricos ou culturais. Por causa disso, haverá a conservação da horizontalidade do bairro, da preservação de seu traçado viário e das áreas verdes presentes, trazendo, também, uma possível valorização imobiliária.
O "Pelezão", como foi apelidado, é um clube gratuito mantido pela Prefeitura Municipal de São Paulo, inaugurado em 2015, onde são promovidas aulas de diversas modalidades esportivas e atividades recreativas.Importante centro educacional que é também reconhecido como parque, por aderir à aspectos como zona de lazer e caminhada, e piscinas.

## Atualidade
Hoje, o Alto da Lapa se modernizou e abre espaço para uma arquitetura mais moderna e autoral, além de promover comércios criativos. Sem desconsiderar o passado do trem e das casinhas, a região se reinventa respeitando suas raízes. A modernização do bairro é um exemplo de experiência urbana bem-sucedida, conseguindo manter um certo clima de cidade pequena do interior, com vias sinuosas e cheias de árvores. A proximidade com áreas verdes, como o Parque Villa-Lobos, oferece aos moradores um refúgio natural em meio à urbanidade.
O Alto da Lapa é um exemplo da transformação urbana de São Paulo, que preserva suas raízes históricas enquanto abraça o desenvolvimento e a modernidade. Através de um planejamento cuidadoso e da rica contribuição de imigrantes, o bairro se destaca como uma área de grande valor histórico, cultural e urbanístico, oferecendo um ambiente único para seus habitantes.
É considerado um bairro nobre e bairro-jardim, classificado pelo Conselho Federal de Corretores de Imóveis como uma "Zona de valor B", assim como outras áreas nobres da capital como Aclimação, Cerqueira César, Alto de Santana e Paraíso.